# Галикано Апасибле
Галикано Апасибле (исп. Galicano Apacible; 25 июня 1864 — 2 марта 1949) — филиппинский политический и государственный деятель. дипломат.

## Биография
Врач по образованию.

Бюст Галикано Апасибле

Представитель филиппинского национализма. Был в числе основателей реформаторского движения в испанских Филиппинах, подготовившего филиппинскую революцию. Совместно со своим двоюродным братом Хосе Рисалем в декабре 1888 года в Барселоне основал организацию «Ла Солидаридад» (Солидарность) и Национальную (Националистическую) партию.
Занимал должность губернатора провинции Батангас, избирался депутатом Палаты представителей (1909—1916).
Был первым послом Филиппин в США.
Известен своей пьесой «Обращение к американскому народу», в которой он сделал попытку обратиться к народу Соединенных Штатов не оказать давление на филиппинское правительство и не вторгаться в его новую независимую страну.